# Behnam Khalilikhosroshahi
Behnam Khalilikhosroshahi (2 juni 1989) is een Iraans wielrenner die anno 2016 rijdt voor Tabriz Petrochemical CCN Team.

## Overwinningen
2007
 Aziatische Jeugdspelen, Tijdrit
2008
5e etappe Taftan Tour
3e etappe Ronde van Azerbeidzjan
3e etappe Ronde van Milad du Nour
4e etappe Kerman Tour
2009
5e etappe Ronde van Milad du Nour
2010
1e etappe Ronde van Singkarak (ploegentijdrit)
2013
Iraans kampioen tijdrijden, Elite
2015
 Aziatisch kampioen scratch, Elite

## Ploegen
- 2008 –  Tabriz Petrochemical Team (tot 31-5)
- 2009 –  Tabriz Petrochemical Cycling Team (tot 29-6)
- 2010 –  Tabriz Petrochemical Cycling Team
- 2011 –  Tabriz Petrochemical Cycling Team
- 2012 –  Tabriz Petrochemical Team
- 2013 –  Azad University Giant Team (tot 26-9)
- 2013 –  Ayandeh Continental Team (vanaf 27-9)
- 2014 –  Tabriz Petrochemical Team
- 2015 –  Tabriz Petrochemical Team
- 2016 –  Tabriz Petrochemical CCN Team